# トム・ヘニンク・エブレベ
トム・ヘニンク・エブレベ（Tom Henning Øvrebø、 1966年6月26日 - ）はノルウェーの首都オスロ出身のサッカー審判。身長187cm、体重89kg。本業である精神科医としての勤務のほかにノルウェーにおけるトップリーグであるエリテセリエン、UEFAカップ、UEFAチャンピオンズリーグ等の試合において主審を務めてきた。

## 経歴

### ノルウェー国内
エブレベは1992年9月に初めてノルウェーリーグで審判を務めて以来、同リーグにおいて205試合もの試合で主審を務めてきた。1994年にはFIFA公認の主審となっている。ノルウェーにおける最優秀審判賞であるKniksen awardを2001年、2002年、2003年、2005年、2006年に受賞している。1999年と2006年にはノルウェー・カップの主審も務めた。

### Euro 2008
エブレベはUEFA EURO 2008における主審に選出された。彼がヨーロッパレベルでの大規模な大会において主審を務めるのはこれが初めてであった。彼はグループBにおける開幕戦であったドイツ対ポーランド戦を担当し、さらに1-1の引き分けに終わったイタリア対ルーマニア戦でも主審を務めた。イタリアサッカー連盟はこの試合においてルカ・トーニのゴールがオフサイドであるとして取り消されたことに関し、UEFAに謝罪を要求している。このプレーのほかにもルーマニアに対して与えられたペナルティー・キックとダニエレ・デ・ロッシへのイエローカードの判定についても疑問が持たれた。エブレベは試合後にミスがあったことを認めた。この試合後には主審を担当することはなかった。.

### UEFAチャンピオンズリーグ 2008–09
エブレベは2008–09年シーズンのUEFAチャンピオンズリーグでも主審を務めることになった。2009年5月6日に開催された大会の準決勝、チェルシー対バルセロナ戦における彼のレフェリングに対して、試合後に強い批判が巻き起こった。試合中彼はバルセロナのDFエリック・アビダルに対してレッドカードで退場を命じたこと、さらにチェルシーの主張によれば合計4回のペナルティー・キックに相当するファールが見逃されたことが強く批判された。バルセロナに同点に追いつかれた後、試合終了間際のチェルシーのMFミヒャエル・バラックがシュートしたボールがバルセロナのサミュエル・エトオの上腕にあたったもののハンドの判定とならなかった際にはバラックがエブレベを追いかけまわし両手を振り回して抗議した。試合が終了した後には数名のチェルシーの選手がエブレベに激しく抗議を行なった。中でも途中交代したFWディディエ・ドログバはロッカールームに引き上げる際にTVカメラに向かいエブレベのレフェリングに関して「クソッタレな恥辱だぞ」"a fucking disgrace"と叫んでいる。中継中の英国TV局のアナウンサーは不適切な言葉が放送されたとして直ちに謝罪を行った。チェルシーの監督フース・ヒディンクは「いままで経験した中で最悪のパフォーマンスだ」と述べた。チェルシーのDFジョゼ・ボシングワはエブレベについて「審判なのか盗人なのかわからない」と述べている。後に不適切な言葉遣いだったと撤回している。エブレベは彼に対する暴行の危険があるとして警察の庇護下でイギリスを出国したと報道されている。彼のノルウェーにおける家の住所が特定されネット上に晒されており、さらにチェルシーファンと思われる人物から複数の殺害予告も行われた。ノルウェーの警察当局はしばらくの間エブレベの自宅の警護を行うと発表している。

### UEFAチャンピオンズリーグ 2009–10
翌年のUEFAチャンピオンズリーグ 2009-10では決勝トーナメント1回戦のバイエルン対フィオレンティーナ戦で主審を担当したが、本来流すべき前半終了間際のマリオ・ゴメスのゴールを取り消しその前のプレーでのファールを取りPKを与えゴメスのゴールを取り消した。更にマッシモ・ゴッビの肘打ちによるプレーでレッドカードを提示した事にフィオレンティーナは不服を示している。そして試合終了間際にミロスラフ・クローゼが挙げた得点が完全にオフサイドであったに関わらずゴールを認めてしまった事により再び物議を醸してしまっている。

### 2010年ワールドカップ
エブレベは2010 FIFAワールドカップにおける主審に当確している。